# Кладбище «Лала-Баба»
Кладбище «Лала-Баба» (англ. Lala Baba Cemetery) — небольшое воинское кладбище комиссии Содружества наций по уходу за военными захоронениями расположенное в районе залива Сувла, на Галлипольском полуострове. На нём покоятся останки солдат Антанты погибших в Дарданелльской операции.

## Описание
В ходе многомесячной кампании, к северу от сектора Анзак, на побережье залива Сувла, были высажены дополнительные войска для одновременной атаки позиций противника. В задачи десанта входил захват возвышенностей прилегавших к пляжу, однако задержки, вызванные нерешительностью и беспорядком, позволили туркам укрепить свою оборону и лишь некоторые цели были достигнуты.
Кладбище расположено на небольшом холме Литтл-Лала-Баба, в километре к юго-западу от основного, более высокого холма Лала-Баба (48 метров над уровнем моря). Лала-Баба был захвачен утром 7 августа 1915 года, на следующий день после высадки в заливе Сувла, частями 9-го батальона западно-йоркширского полка и 6-го батальона йоркширского полка принцессы Александры.
Само кладбище было организовано только после наступления перемирия из отдельных захоронений и братских могил с девяти окрестных кладбищ. Обращено своим входом к морю, то есть на запад, занимает площадь 1136 м², по бокам обрамлено насаждениями кустарника, заднюю часть ограничивает полоса хвойных деревьев. Наряду с индивидуальными надгробиями, оно содержит 53 безымянных могильных плиты, а также мемориальные камни с именами 16 солдат, считающихся погребёнными на этом кладбище, но чьи останки не были идентифицированы.

## Особые захоронения
На кладбище похоронен бригадный генерал Пол Алоизиус Кенна. Кенна служил в британской армии с 1886 года и был кавалером креста Виктории, полученном в битве при Омдурмане в 1898 году. Кроме того он представлял Соединённое королевство на летних Олимпийских играх 1912 года в конном спорте. Кенна умер от ран 30 августа 1915 года в возрасте 53 лет. На тот момент он командовал 3-й конной бригадой.